# Murutinga do Sul (kommun)
Murutinga do Sul är en kommun i Brasilien.   Den ligger i delstaten São Paulo, i den södra delen av landet, 700 km sydväst om huvudstaden Brasília. Antalet invånare är 4 186.
Följande samhällen finns i Murutinga do Sul:
- Murutinga do Sul

Omgivningarna runt Murutinga do Sul är huvudsakligen savann. Runt Murutinga do Sul är det glesbefolkat, med 15 invånare per kvadratkilometer.